# Osluchov
Osluchov je malá vesnice, část obce Žižice v okrese Kladno ve Středočeském kraji. Leží sedm kilometrů východně od města Slaný, na silnici Zvoleněves-Velvary. V roce 2011 zde trvale žilo 74 obyvatel.

## Historie
První písemná zmínka o Osluchovu pochází z doby okolo roku 1227, kdy vesnice patřila klášteru svatého Jiří. Ve čtrnáctém a patnáctém století Osluchov nebo jeho části vlastnili slánští měšťané. Roku 1481 prodal Jan Pytlík ze Zvoleněvsi poplužní dvůr v Osluchově Alšovi ze Sehradic, slánskému měšťanu. V roce 1597 Hertvík Žejdlic ze Šenfeldu vesnici prodal Kryštofovi Šlejvicovi ze Šlejvic, který u poplužního dvora nechal postavit tvrz. V roce 1623 byl statek zkonfiskován Bohuchvalu Šlejvicovi za účast na stavovském povstání a prodán roku 1627 Gottfridu Hertlovi z Leutersdorfu. Tvrz zpustla během třicetileté války a časem zcela zanikla. Jan Ondřej Kotvice z Kotvic držel statek Osluchov, roku 1682 jej prodal a koupil Štětkovice.

## Obyvatelstvo
| Rok            | 1869 | 1880 | 1890 | 1900 | 1910 | 1921 | 1930 | 1950 | 1961 | 1970 | 1980 | 1991 | 2001 | 2011 | 2021 |
| -------------- | ---- | ---- | ---- | ---- | ---- | ---- | ---- | ---- | ---- | ---- | ---- | ---- | ---- | ---- | ---- |
| Počet obyvatel | 92   | 91   | 82   | 148  | 149  | 140  | 128  | 120  | 108  | 100  | 79   | 87   | 67   | 74   | 86   |
| Počet domů     | 14   | 15   | 12   | 24   | 21   | 23   | 26   | 32   | 32   | 29   | 28   | 29   | 30   | 30   | 30   |

## Obecní správa
Při sčítání lidu v letech 1850–1929 Osluchov byl osadou obce Zvoleněves v okrese Slaný. V letech 1930–1960 byl samostatnou obcí, se kterým patřil nejprve do okresu Slaný, ale od roku 1960 v okrese Kladno. Od 1. července 1960 je částí obce Žižice v okrese Kladno.

## Osobnosti
- Bohuslav Kindl (1879–1956), byl český a československý politik a meziválečný senátor Národního shromáždění ČSR za Komunistickou stranu Československa